# Гришаєва Нонна Валентинівна
Но́нна Валенти́нівна Гриша́єва (рос. Нонна Валентиновна Гришаева; * 21 липня 1971, Одеса, Українська РСР, СРСР) — російська акторка театру, кіно та телебачення, комедіантка, телеведуча та співачка, Заслужена артистка Російської Федерації (2006).
З липня 2017 — фігурантка бази даних центру «Миротворець» через незаконне відвідування окупованого Росією Криму.
З 2020 року — дозволено в'їзд в Україну.

## Біографія
Народилась 21 липня 1971 року.
Прадід по материнській лінії — Петро Євгенович Казанський (1866—1947) — був з дворян, декан юридичного факультету Одеського університету — нащадок першого перекладача Корану, професора казанської духовної академії Гордія Саблукова.
Уперше знялася у кіно в п'ятирічному віці. У 1994 році закінчила Вище театральне училище імені Б. В. Щукіна (курс В. В. Іванова). після чого отримала пропозиції про роботу від театру «Ленком», театру «Сатирикон» і театру імені Вахтангова.

### Кар'єра
У 1994 році стала працювати в театрі імені Вахтангова, після відходу з якого продовжила співпрацювати в ньому як запрошена артистка. У 1996 році зіграла Наташу у фільмі «Поліцейська історія 4: Перший удар», головну роль в якому зіграв Джекі Чан.
У 1998—2000 роках брала участь у гумористичній програмі Василя Антонова та Олександра Толоконникова «Біс».
У 2004 році зіграла свою першу дорослу головну роль у виставі «Мадемуазель Нітуш». Цього ж року пробувалася на головну роль у ситкомі «Моя прекрасна нянька», але відмовилася від участі на користь «Мадемуазелі Нітуш», хоча пізніше все ж з'явилася в одному з епізодів, зігравши сестру головної героїні.
У 2005—2006 роках грала героїню другого плану в ситкомі Тетяни Догілєвої «Люба, діти і завод». Після його закриття отримала роль в іншому ситкомі телеканалу СТС «Хто в домі господар?».
У 2008—2013 роках виконувала одну з головних ролей у ситкомі телеканалу СТС «Татусеві дочки».
У 2008 році стала постійною акторкою трупи «Велика різниця» на запрошення продюсера проєкту Олександра Цекало.
У 2011—2012 роках мала власне комедійне шоу «Нонна, давай!» на Першому каналі.
У 2012 році випустила перший сольний альбом. Того ж року стала ведучою проекту «Дві зірки-4» (спільно з Дмитром Нагієвим). До цього часу Нонна Гришаєва входить до числа найбільш затребуваних пародійних артисток на телебаченні. Її річний дохід оцінюється більш ніж в один мільйон доларів. Гонорар актриси за ведення чотиригодинного заходу становить від шестисот до восьмисот тисяч рублів.
У 2013 році була ведучою першого сезону шоу «Один в один!» на Першому каналі (спільно з Олександром Олешком); у 2015 році стала запрошеним членом журі цього шоу на телеканалі «Росія-1». У 2013—2014 роках була учасницею пародійного шоу «Повтори!».
У 2021 році була третейським суддею в одному з випусків шоу «Точь-в-точь».
У 2014 році губернатор Московської області Андрій Воробйов призначив Нонну Гришаєву художнім керівником Московського обласного театру юного глядача.
У 2016—2017 роках була ведучою програми «Суботній вечір» на телеканалі «Росія-1» (спільно з Миколою Басковим).
У 2017 році відвідала міжнародний дитячий центр «Артек» (Гурзуф, Крим), у зв'язку з чим їй було заборонено в'їзд на Україну. У 2020 році термін заборони закінчився, і Гришаєва знову стала в'їзною в країну.
З 2019 року є художнім керівником акторського курсу на факультеті естради Російського інституту театрального мистецтва.
У 2022 році не зайняла однозначної позиції з питання російсько-української війни, порівнявши себе з дитиною, яку змушують вибрати між двома батьками. За подібну позицію зазнала активної критики, як у Росії, так і в Україні.

## Фільмографія
- 1978 — Фотографії на стіні
- 1992 — На Дерибасівській гарна погода, або На Брайтон-Біч знову йдуть дощі
- 1995 — Московські канікули — лаборантка, закохана в Гришу
- 1996 — Поліцейська історія 4: Перший удар — Наталка
- 1997 — Графиня де Монсоро — Гертруда
- 2001 — Ідеальна пара — Нонна
- 2004 — Моя прекрасна нянька — Ніна, сестра Віки
- 2005 — Люба, діти та завод — Анастасія Пряхіна, подруга Люби
- 2006 — Хто в домі господар? (телесеріал) — Шурочка з Луганська, сусідська хатня робітниця
- 2006 —Утьосов. Пісня довжиною у життя — друга дружина Утьосова
- 2007 — День виборів — красуня Нонна
- 2008 — День радіо — Нонна
- 2008 — Тариф Новогодний — квіткарка
- 2008—2013 — Татусеві доньки — Людмила Васнецова, мати, дружина Сергія Васнецова
- 2010 — Іронія кохання — психоаналітик
- 2010 — На голках (фільм) — дружина депутата Соломатіна
- 2010 — Про що говорять чоловіки — уявна дружина Ростислава
- 2011 — All inclusive, або Все включено! — Евеліна
- 2012 — Чоловік з гарантією — Ірина Валеріївна Соболєва, співвласниця мережі гіпермаркетів

## Телебачення
- з 2008 року — Велика різниця — акторка
- 2009 — Дві зірки — учасниця